# Japan Women's Open
Japan Women's Open Tennis este un turneu profesionist de tenis feminin jucat pe terenuri dure în aer liber. Turneul este afiliat Asociației de Tenis pentru Femei (WTA) și este un turneu la nivel internațional pe circuitul WTA. Ca succesor al Japan Open (unde bărbați și femei au jucat simultan, până în 2008), evenimentul a avut loc pentru prima dată în 2009 și a fost al doilea turneu al sezonului desfășurat în Japonia.

## Rezultate

### Simplu
| Oraș gazdă | An        | Campion                                | Finalist                               | Scor                                   |                                        |
| ---------- | --------- | -------------------------------------- | -------------------------------------- | -------------------------------------- | -------------------------------------- |
| Osaka      | 2009      | Samantha Stosur                        | Francesca Schiavone                    | 7–5, 6–1                               |                                        |
| Osaka      | 2010      | Tamarine Tanasugarn                    | Kimiko Date-Krumm                      | 7–5, 6–7(7–4), 6–1                     |                                        |
| Osaka      | 2011      | Marion Bartoli                         | Samantha Stosur                        | 6–3, 6–1                               |                                        |
| Osaka      | 2012      | Heather Watson                         | Chang Kai-chen                         | 7–5, 5–7, 7–6(7–4)                     |                                        |
| Osaka      | 2013      | Samantha Stosur (2)                    | Eugenie Bouchard                       | 3–6, 7–5, 6–2                          |                                        |
| Osaka      | 2014      | Samantha Stosur (3)                    | Zarina Diyas                           | 7–6(9–7), 6–3                          |                                        |
| Tokyo      | 2015      | Yanina Wickmayer                       | Magda Linette                          | 4–6, 6–3, 6–3                          |                                        |
| Tokyo      | 2016      | Christina McHale                       | Kateřina Siniaková                     | 3–6, 6–4, 6–4                          |                                        |
| Tokyo      | 2017      | Zarina Diyas                           | Miyu Kato                              | 6–2, 7–5                               |                                        |
| Hiroshima  | 2018      | Hsieh Su-wei                           | Amanda Anisimova                       | 6–2, 6–2                               |                                        |
| Hiroshima  | 2019      | Nao Hibino                             | Misaki Doi                             | 6–3, 6–2                               |                                        |
| 2020–2021  | 2020–2021 | Anulat din cauza pandemiei de COVID-19 | Anulat din cauza pandemiei de COVID-19 | Anulat din cauza pandemiei de COVID-19 | Anulat din cauza pandemiei de COVID-19 |
| 2022       | 2022      | Anulat din motive financiare           | Anulat din motive financiare           | Anulat din motive financiare           | Anulat din motive financiare           |
| Osaka      | 2023      | Ashlyn Krueger                         | Zhu Lin                                | 6–3, 7–6(8–6)                          |                                        |
| Osaka      | 2024      | Suzan Lamens                           | Kimberly Birrell                       | 6–3, 6–3                               |                                        |

### Dublu
| Oraș gazdă | An        | Campion                                | Finalist                               | Scor                                   |                                        |
| ---------- | --------- | -------------------------------------- | -------------------------------------- | -------------------------------------- | -------------------------------------- |
| Osaka      | 2009      | Chuang Chia-jung Lisa Raymond          | Chanelle Scheepers Abigail Spears      | 6–2, 6–4                               |                                        |
| Osaka      | 2010      | Chang Kai-chen Lilia Osterloh          | Shuko Aoyama Rika Fujiwara             | 6–0, 6–3                               |                                        |
| Osaka      | 2011      | Kimiko Date-Krumm Zhang Shuai          | Vania King Yaroslava Shvedova          | 7–5, 3–6, [11–9]                       |                                        |
| Osaka      | 2012      | Raquel Kops-Jones Abigail Spears       | Kimiko Date-Krumm Heather Watson       | 6–1, 6–4                               |                                        |
| Osaka      | 2013      | Kristina Mladenovic Flavia Pennetta    | Samantha Stosur Zhang Shuai            | 6–4, 6–3                               |                                        |
| Osaka      | 2014      | Shuko Aoyama Renata Voráčová           | Lara Arruabarrena Tatjana Maria        | 6–1, 6–2                               |                                        |
| Tokyo      | 2015      | Chan Hao-ching Chan Yung-jan           | Misaki Doi Kurumi Nara                 | 6–1, 6–2                               |                                        |
| Tokyo      | 2016      | Shuko Aoyama (2) Makoto Ninomiya       | Jocelyn Rae Anna Smith                 | 6–3, 6–3                               |                                        |
| Tokyo      | 2017      | Shuko Aoyama (3) Yang Zhaoxuan         | Monique Adamczak Storm Sanders         | 6–0, 2–6, [10–5]                       |                                        |
| Hiroshima  | 2018      | Eri Hozumi Zhang Shuai (2)             | Miyu Kato Makoto Ninomiya              | 6–2, 6–4                               |                                        |
| Hiroshima  | 2019      | Misaki Doi Nao Hibino                  | Christina McHale Valeria Savinykh      | 3–6, 6–4, [10–4]                       |                                        |
| 2020–2021  | 2020–2021 | Anulat din cauza pandemiei de COVID-19 | Anulat din cauza pandemiei de COVID-19 | Anulat din cauza pandemiei de COVID-19 | Anulat din cauza pandemiei de COVID-19 |
| 2022       | 2022      | Anulat din motive financiare           | Anulat din motive financiare           | Anulat din motive financiare           | Anulat din motive financiare           |
| Osaka      | 2023      | Anna-Lena Friedsam Nadiia Kichenok     | Anna Kalinskaya · Iulia Putințeva      | 7–6(7–3), 6–3                          |                                        |
| Osaka      | 2024      | Ena Shibahara Laura Siegemund          | Cristina Bucșa Monica Niculescu        | 3–6, 6–2, [10–2]                       |                                        |